# Germán Herrera
Germán Gustavo Herrera, más conocido como El Chaco Herrera, es un exfutbolista argentino. Jugaba en la posición de delantero y su último equipo fue Rosario Central de la Primera División de Argentina.

## Biografía

### Inicios
Germán Herrera se inició en Rosario Central, donde debutó de la mano del entrenador Miguel Ángel Russo el 22 de febrero de 2003, en cotejo que el canalla venció a Lanús con gol de Paulo Ferrari en el Gigante de Arroyito, válido por la segunda fecha del Torneo Clausura. Ante la transferencia de Luciano Figueroa al fútbol inglés, Herrera fue considerado como titular por Russo en la temporada 2003-04. Su bautismo de fuego en la red se produjo por duplicado el 1 de octubre de 2003, cuando Central venció en condición de local a Atlético de Rafaela 2-1, por la séptima jornada del Torneo Apertura. Tuvo oportunidad de competir en copas internacionales, marcando tres goles en la Libertadores 2004; a mediados de este mismo año fue transferido a San Lorenzo de Almagro.
En el Ciclón se desempeñó durante una temporada y media, pasando en 2006 a Grêmio de Brasil. Jugó toda la temporada, marcando varios goles importantes e integrando el equipo que logró el campeonato estadual de Río Grande do Sul.
A principios de 2007 fue fichado por Real Sociedad, equipo que luchaba por mantener la categoría en la liga española; Herrera llegó para disputar la segunda rueda del torneo, no logró mostrar su mejor juego y el equipo no pudo evitar el descenso.
Retornó a Argentina para alistarse nuevamente en San Lorenzo de Almagro, quien aun era dueño de su pase, pero rápidamente fue cedido otra vez, en esta ocasión a Gimnasia y Esgrima La Plata, club que adquirió la mitad de su ficha. Con el Lobo disputó el Torneo Apertura 2007.

### Paso exitoso por Brasil
En 2008 fue cedido a préstamo a Corinthians Paulista a pedido del entrenador Mano Menezes para afrontar el Campeonato de Série B, ya que el Timão había bajado de categoría en la temporada anterior. Herrera se constituyó con goles y esfuerzo en el ídolo de los hinchas en la campaña de campeón que devolvió al club al círculo máximo; también fue subcampeón de la Copa de Brasil 2008
En 2009 retorna a Grêmio, quien se hace de su ficha; al año siguiente pasa a Botafogo, club en el que se desempeña durante dos temporadas y media, compartiendo la delantera con Sebastián Abreu y ganando los títulos regionales Campeonato Carioca 2010, Taça Guanabara 2010 y Taça Río 2010 y 2012.
Pasó a Emirates Club a mediados de 2012, y en su primera temporada obtuvo el ascenso a la máxima categoría al coronarse campeón de la División 1 de EAU. Jugó luego dos años más en primera con buen suceso.
Volvió en 2015 a tierras brasileñas, sumándose a Vasco da Gama.

### Retorno a Rosario Central
En 2016 retornó al club que lo vio nacer, Rosario Central, jugando Copa Libertadores; también fue subcampeón de la Copa Argentina 2015-16. Si bien debió ser suplente en gran cantidad de partidos ante la presencia de delanteros como Marco Ruben, Marcelo Larrondo, Teófilo Gutiérrez o Fernando Zampedri, logró sumar 15 goles en dos años y medio, marcándole a Boca Juniors, River Plate, entre otros, y los tantos más destacados a Newell's Old Boys en el clásico rosarino: el 14 de mayo de 2017 convirtió el tercero en la victoria 3-1 y el 10 de diciembre del mismo año el único gol del encuentro. A mediados de 2018 se dio a conocer su renovación contractual por el lapso de un año.
En 2018, formó parte del plantel campeón de Rosario Central que obtuvo la Copa Argentina, siendo Herrera uno de los delanteros titulares en la mayoría de los partidos disputados por el club aruiazul en dicho torneo, y autor de un gol de taquito sumamente importante ante Newell´s en la victoria 2 a 1 en cuartos de final.

## Clubes
| Club            | País      | Año       |
| --------------- | --------- | --------- |
| Rosario Central | Argentina | 2003-2004 |
| San Lorenzo     | Argentina | 2004-2005 |
| Gremio          | Brasil    | 2006      |
| Real Sociedad   | España    | 2006-2007 |
| San Lorenzo     | Argentina | 2007      |
| River           | Argentina | 2007      |
| Corinthians     | Brasil    | 2008      |
| Gremio          | Brasil    | 2009      |
| Botafogo        | Brasil    | 2010-2012 |
| Emirates Club   | EAU       | 2013-2015 |
| Vasco Da Gama   | Brasil    | 2015      |
| Rosario Central | Argentina | 2016-2019 |

## Selección nacional
Fue asiduo participante de los seleccionados juveniles de Argentina. Integró el equipo sparring de la selección mayor durante la Copa Mundial de Fútbol de 2002; en el siguiente año jugó la Copa Mundial de Fútbol Sub-20 de 2003 en Emiratos Árabes Unidos, con 7 presencias y un gol en la campaña de cuarto puesto de su equipo.

### Detalle de partidos en Mundial sub-20 2003

#### Detalle de partidos
| Instancia     | Fecha | Estadio                       | Rival          | Resultado | Goles |
| ------------- | ----- | ----------------------------- | -------------- | --------- | ----- |
| 1.ª ronda     | 28/11 | Sharjah                       | España         | 2-1       | 0     |
| 1.ª ronda     | 1/12  | Sharjah                       | Uzbekistán     | 2-1       | 0     |
| 1.ª ronda     | 4/12  | Sharjah                       | Malí           | 3-1       | 1     |
| 8.° de final  | 8/12  | Maktoum bin Rashid Al Maktoum | Egipto         | 2-1       | 0     |
| 4.° de final  | 12/12 | Mohammed bin Zayed            | Estados Unidos | 2-1       | 0     |
| Semifinal     | 15/12 | Mohammed bin Zayed            | Brasil         | 0-1       | 0     |
| Tercer puesto | 19/12 | Jeque Zayed                   | Colombia       | 1-2       | 0     |

## Estadísticas
Datos actualizados al fin de la carrera deportiva.
| Rosario Central Argentina |               |               |     |    |    |    |    |    |    |     |     |     |
| 1.ª | C-2003        | 2             | 0   | -  | -  | -  | -  | 1  | 0  | 3   | 0   |     |
| 1.ª | A-2003        | 13            | 4   | -  | -  | -  | -  | -  | -  | 13  | 4   |     |
| 1.ª | C-2004        | 13            | 1   | -  | -  | -  | -  | 5  | 3  | 18  | 4   |     |
| 1.ª | 2016          | 9             | 1   | -  | -  | -  | -  | 10 | 2  | 19  | 3   |     |
| 1.ª | 2016-17       | 22            | 5   | -  | -  | 5  | 2  | -  | -  | 27  | 7   |     |
| 1.ª | 2017-18       | 18            | 5   | -  | -  | 4  | 0  | 2  | 0  | 24  | 5   |     |
| 1.ª | 2018-19       | 19            | 3   | -  | -  | 7  | 4  | 3  | 0  | 29  | 7   |     |
| Total club | Total club    | 96            | 19  | 0  | 0  | 16 | 6  | 21 | 5  | 133 | 30  |     |
| San Lorenzo de Almagro Argentina |               |               |     |    |    |    |    |    |    |     |     |     |
| 1.ª | A-2004        | 17            | 2   | -  | -  | -  | -  | 3  | 0  | 20  | 2   |     |
| 1.ª | C-2005        | 12            | 5   | -  | -  | -  | -  | 4  | 0  | 16  | 5   |     |
| 1.ª | A-2005        | 13            | 1   | -  | -  | -  | -  | -  | -  | 13  | 1   |     |
| 1.ª | A-2007        | 2             | 0   | -  | -  | -  | -  | -  | -  | 2   | 0   |     |
| Total club | Total club    | 44            | 8   | 0  | 0  | 0  | 0  | 7  | 0  | 51  | 8   |     |
| Grêmio · Brasil |               |               |     |    |    |    |    |    |    |     |     |     |
| 1.ª | 2006          | 25            | 9   | 1  | 0  | -  | -  | -  | -  | 26  | 9   |     |
| 1.ª | 2009          | 24            | 4   | 3  | 0  | -  | -  | 9  | 1  | 36  | 5   |     |
| Total club | Total club    | 49            | 13  | 4  | 0  | 0  | 0  | 9  | 1  | 62  | 14  |     |
| Real Sociedad · España |               |               |     |    |    |    |    |    |    |     |     |     |
| 1.ª | 2007          | 19            | 1   | -  | -  | -  | -  | -  | -  | 19  | 1   |     |
| Total club | Total club    | 19            | 1   | 0  | 0  | 0  | 0  | 0  | 0  | 19  | 1   |     |
| River Plate Argentina |               |               |     |    |    |    |    |    |    |     |     |     |
| 1.ª | A-2007        | 13            | 7   | -  | -  | -  | -  | -  | -  | 13  | 7   |     |
| Total club | Total club    | 13            | 7   | 0  | 0  | 0  | 0  | 0  | 0  | 13  | 7   |     |
| Corinthians · Brasil |               |               |     |    |    |    |    |    |    |     |     |     |
| 2.ª | 2008          | 31            | 19  | 18 | 3  | 10 | 1  | -  | -  | 59  | 23  |     |
| Total club | Total club    | 31            | 19  | 18 | 3  | 10 | 1  | 0  | 0  | 59  | 23  |     |
| Botafogo · Brasil |               |               |     |    |    |    |    |    |    |     |     |     |
| 1.ª | 2010          | 22            | 7   | 16 | 9  | 4  | 3  | -  | -  | 26  | 9   |     |
| 1.ª | 2011          | 32            | 7   | 14 | 5  | 6  | 1  | 2  | 2  | 54  | 15  |     |
| 1.ª | 2012          | 5             | 4   | 19 | 9  | 6  | 2  | -  | -  | 30  | 15  |     |
| Total club | Total club    | 59            | 18  | 49 | 23 | 16 | 6  | 2  | 2  | 110 | 39  |     |
| Emirates · EAU |               |               |     |    |    |    |    |    |    |     |     |     |
| 1.ª | 2013-14       | 22            | 14  | -  | -  | 6  | 3  | -  | -  | 28  | 17  |     |
| 1.ª | 2014-15       | 13            | 2   | -  | -  | 8  | 2  | -  | -  | 21  | 4   |     |
| Total club | Total club    | 35            | 16  | 0  | 0  | 14 | 5  | 0  | 0  | 49  | 21  |     |
| Vasco da Gama · Brasil |               |               |     |    |    |    |    |    |    |     |     |     |
| 1.ª | 2015          | 13            | 0   | -  | -  | 3  | 1  | -  | -  | 16  | 1   |     |
| Total club | Total club    | 13            | 3   | 0  | 0  | 3  | 1  | 0  | 0  | 16  | 4   |     |
| Total carrera | Total carrera | Total carrera | 330 | 79 | 55 | 23 | 60 | 23 | 39 | 8   | 484 | 133 |
| (1) Incluye datos del Campeonato Gaúcho (2006, 2009); Campeonato Paulista (2008); Campeonato Carioca (2010, 2011, 2012). (2) Incluye datos de la Copa de Brasil (2008, 2010, 2011, 2012, 2015); Copa Presidente de Emiratos Árabes Unidos (2013, 2014); Copa de Liga de los Emiratos Árabes Unidos (2013-14, 2014-15); Copa Argentina (2015-16, 2017, 2018); Copa de la Superliga (2019). (3) Incluye datos de la Copa Sudamericana (2003, 2004, 2009, 2018); Copa Libertadores (2004, 2005, 2009, 2016, 2019). (4) No se consideran goles en encuentros amistosos. |               |               |     |    |    |    |    |    |    |     |     |     |

## Palmarés

### Campeonatos nacionales
| Título         | Club            | País      | Año  |
| -------------- | --------------- | --------- | ---- |
| Serie B        | Corinthians     | Brasil    | 2008 |
| División 1     | Emirates Club   | EAU       | 2013 |
| Copa Argentina | Rosario Central | Argentina | 2018 |

### Campeonatos regionales
| Título             | Club     | País   | Año  |
| ------------------ | -------- | ------ | ---- |
| Campeonato Gaúcho  | Grêmio   | Brasil | 2006 |
| Campeonato Carioca | Botafogo | Brasil | 2010 |